# John G. Shedd
Nacido en una granja de New Hampshire el 20 de julio de 1850, Shedd llegó a Chicago, Illinois en 1871 y comenzó a trabajar como empleado de almacén para Marshall Field y fue ascendiendo hasta llegar a vicepresidente y luego presidente de Marshall Field's tras la muerte de Field en la compañía Marshall.
En 1920 proporcionó $3 millones para construir el Shedd Aquarium de Chicago, como complemento del Museo Field.
Murió de apendicitis en Chicago el 22 de octubre de 1926.
- Datos: Q16030919
- Multimedia: John G. Shedd / Q16030919